# Torrepadre
Torrepadre es un municipio (código INE-389) y localidad de España, en el partido judicial de Lerma, comarca de Arlanza, provincia de Burgos, comunidad autónoma de Castilla y León.

## Toponimia
El nombre de la localidad, Torrepadre, significa torre de Paterno.

## Geografía

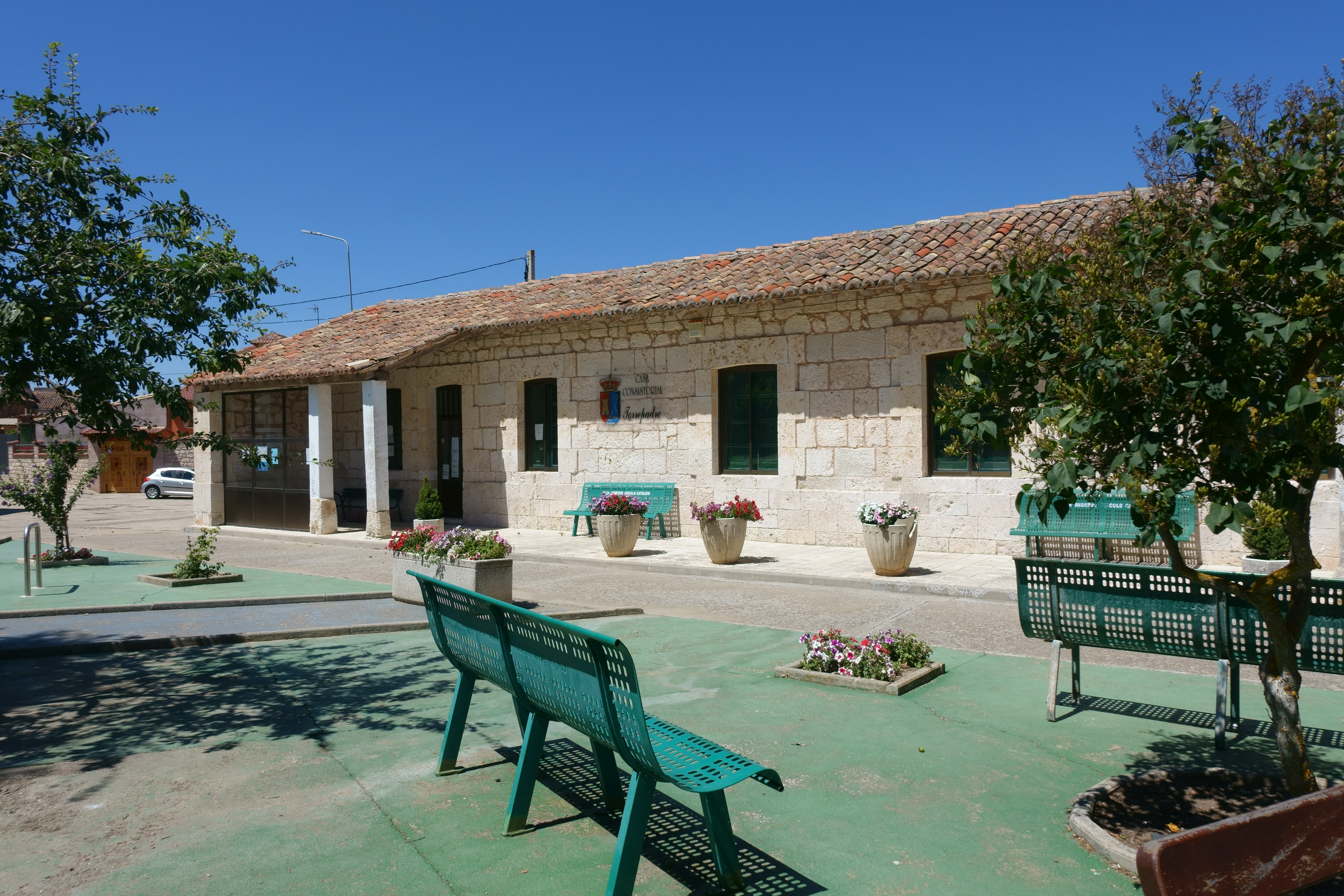
Casa consistorial

Localidad situada en la zona vinícola Ribera de Arlanza, provincia de Burgos, situada a 54 km de la capital provincial. La superficie de su término municipal es de 28,56 km². Torrepadre es la capital del municipio, que cuenta además con el lugar de Hontoria de Río Franco y la granja de Retortillo.
Torrepadre limita al oeste con Cobos de Cerrato (Palencia) y Peral de Arlanza, al sur con Royuela de Río Franco, y al norte con Villahoz y Santa María del Campo. Por el Este limita también con Villahoz. 
Atravesada por la carretera provincial Burgos–Roa, cuenta con pistas a Cobos de Cerrato y Villahoz. Las localidades de Hontoria y Retortillo están situadas en el valle del río Franco por donde discurre la carretera BU-143.

## Historia

### Edad Media
Torrepadre está situada a orillas del río Arlanza en su curso inferior y es una villa de probada antigüedad, cuya fundador, Don Padre, nombre usado en la Alta Edad Media, aparece firmando como testigo en un documento fechado el 1 de mayo del año 950. En esa fecha, don Alfonso Sendínez, hijo del fundador de Torresandino, dona a los monjes de San Pedro de Cardeña, junto a Burgos, la iglesia de San Pedro que posee en Tobilla, un lugar despoblado hoy cercano a la villa mencionada. Entre los testigos firma don Padre que para entonces ya había fundado su villa y torre a la que dio su nombre: Torrepadre. 
La presencia de don Padre entre el Arlanza y el Esgueva encaja perfectamente con la realidad del Condado de Castilla a principios del siglo X. Fundada la ciudad de Burgos en el año 884, el siguiente paso fue acercarse al río Arlanza y fortificarle para que en su retaguardia pudieran establecerse los repobladores con sus labranzas y ganados, iglesias, monasterios, molinos y poblados. Venían del Norte en grupos que se asentaban en lugares elegidos. El Arlanza fue fortificado desde su nacimiento hasta Palenzuela con una cadena de torres que aguantaron el inevitable ataque de los musulmanes. 
Cada pueblo exigía una torre de vigilancia y los jefes solían dar su nombre al poblado como el caso de esta localidad: don Padre dio su nombre a Torrepadre. 
Torrepadre se funda en la primera década del siglo X quedando adscrito al alfoz de Escuderos y luego a la Merindad del Cerrato. 
Esta localidad fue villa de behetría con derecho a elegir y cambiar de benefactor o de protector que solía ser de la casa de Aza. En la villa tenían divisas los Lara, López de Haro y los de Villamayor. Torrepadre pagaba por San Martín (11 de noviembre) el impuesto de la martiniega, 89 maravedises por la villa y 42 por Violeta, localidad anexa ya despoblada. También pagaban al rey monedas y servicios pero no yantar ni fonsadera (servicio militar). Los diviseros recibían por San Juan seis maravedises y cuando pasaban por la villa el señor de Lara ejercía el derecho de que le pagaran la comida (yantar).

### Edad Contemporánea
Escuelas
Las escuelas de Torrepadre (1905-96) tienen su origen en el deseo de su fundador don Gabino Nieto Casayús (Torrepadre, 1828) de fomentar la educación de los niños de su pueblo natal, de manera que revirtiera en recursos para el pueblo. Tales eran ideas y convicciones de algunos emigrantes a América que, como él, a principios del siglo XX, solidaria y altruistamente constituyeron fundaciones benéfico-docentes en sus lugares de origen con el dinero que ganaron en ultramar.
La emigración de Gabino Nieto y el origen de las Escuelas de Torrepadre, presentan una similitud llamativa con las de otros fundadores y escuelas en el norte de la península: emigró a Cuba tras la muerte de su padre, donde trabajó y se formó, y vislumbró las enormes posibilidades que se derivaban de la educación de todos los niños y niñas del pueblo.
Aprobada «la Fundación Benéfica para mejorar la enseñanza infantil del pueblo de Torrepadre» en agosto de 1904, se terminó la construcción del edificio que albergaría la Escuela, en una pared del cual aún se puede leer el año: 1905. Contaba con una amplia porticada (posteriormente remodelada), donde se refugiaban los escolares para jugar y protegerse de las inclemencias del tiempo. Niños y niñas compartían clase o se separaban en grupos dependiendo de los maestros. A voluntad del fundador y patrocinador, se crearon unas bases y un Patronato local para la administración de las rentas de la Fundación, de uso exclusivo para fines docentes, y entre otras cosas se otorgarían premios para los estudiantes más sobresalientes y aplicados. 
A pesar de impartirse docencia ya, en 1912, aún no se habían llevado a cabo las reformas programadas para «para el mejoramiento de la enseñanza pública». En enero de 1913, el mismo Gabino Nieto dejó escritas sus expectativas: «(…) se conseguirá que los hijos de Torrepadre sobresalgan en inteligencia y cultura, que es la herencia social más apetecible, tras de la cual viene la material, es decir, las disposiciones para adquirir mayor bienestar y riqueza del pueblo.»
Cien años después de su nacimiento, en 1928, el Patronato adquirió material didáctico y pedagógico, abundante e innovador para la época, en las distintas disciplinas como geografía e historia, ciencias naturales, literatura, etc. También se proporcionaba gratuitamente todo el material escolar a los estudiantes, y se les prestaba libros de las varias colecciones adquiridas. Estos préstamos, aunque a escala pequeña, se regían con normas tan modernas como las de cualquier biblioteca de una gran ciudad (antes de la informatización del préstamo).
A esto se suma el capital humano con que la Escuela contó desde el principio. Maestros y maestras se ocuparon de impartir la enseñanza, y de propiciar unos valores y principios que supusieron un modo de vida en muchos de los niños y niñas del pueblo, revirtiendo en la próxima generación, como el propio Gabino Nieto auguraba. Los beneficiarios de todo ello difícilmente han olvidado la Escuela a lo largo de sus vidas. En reconocimiento, hay vías públicas con los nombres calle de Don Gabino Nieto, calle los Profesores y  plaza las Escuelas, y el 17 de diciembre de 2005 se celebró el primer centenario de la Fundación de las Escuelas. 
Como muchas otras escuelas de España, dejó de funcionar como tal, debido a la escasez de niños en el pueblo. Actualmente, el edificio constituye la casa consistorial.

## Patrimonio

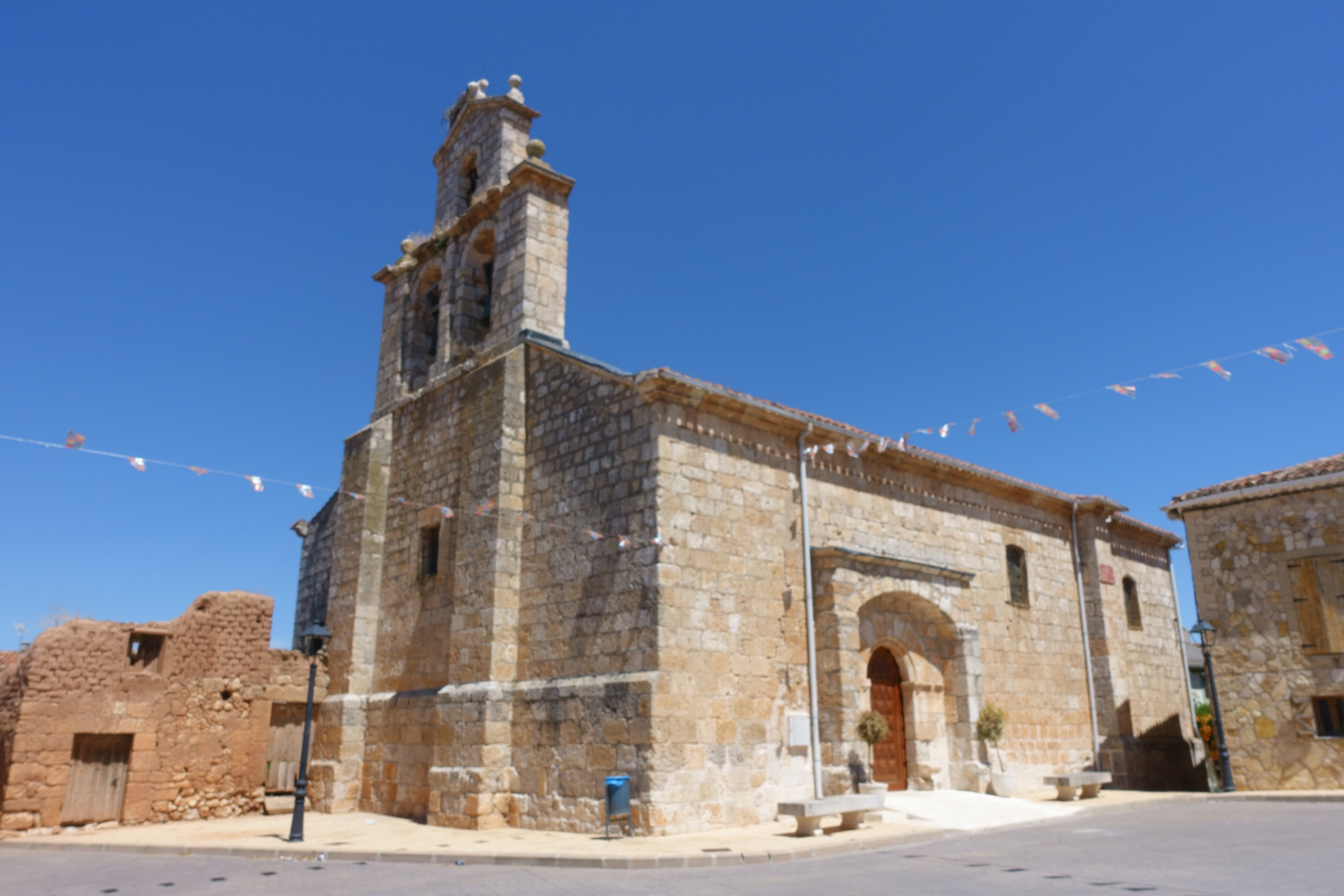
Iglesia de San Esteban Protomártir

- Iglesia mudéjar de Santa María de Retortillo, y ermita.

## Demografía
Torrepadre cuenta con una población de 67 habitantes (INE 2024).
| Gráfica de evolución demográfica de Torrepadre entre 1842 y 2021                                                    |
| |
| Población de derecho según los censos de población del INE Población de hecho según los censos de población del INE |

## Cultura

### Fiestas
- Procesión del Encuentro (Domingo de Resurrección)
- San Isidro (15 de mayo)
- San Esteban (3 de agosto)

### Gastronomía
La gastronomía del valle del medio Arlanza es conocida por el lechazo asado así como por productos derivados de la matanza del cerdo tales como, la morcilla y el chorizo. Todo bien regado con un gran vino del Arlanza.